# Maka Maka
Maka maka là một nhóm nhạc nữ Hàn Quốc được quản lý bởi công ty Bluemoon Entertainment. Họ đã ra mắt vào 4 tháng 8 năm 2020 với single "Burning power"

## Lịch sử

### 2020: Ra mắt với "Burning power"
Vào ngày 1 tháng 7, cả EunB (cựu thành viên Lipbubble và thí sinh của The Unit) và Hee Su (thí sinh của Mixnine), đã đăng tải một bức ảnh mà họ gắn thẻ tài khoản Instagram của Maka Maka.  Họ cũng thay đổi mô tả của họ để đề cập đến nhóm mới. Một ngày sau, Da Seul, đăng tải một bức ảnh với dòng mô tả "sắp ra mắt", cô ấy cũng tag EunB vào bài đăng, khiến người hâm mộ suy đoán cô ấy là một thành viên khác của nhóm nhạc nữ.
Sau đó, Bluemoon Entertainment, đã cập nhật trang web của họ để bao gồm các thành viên của Maka Maka trong phần nghệ sĩ, điều này đã tiết lộ hai thành viên mới: Chae Won và Di A. Điều này cũng xác nhận rằng nhóm có tổng cộng năm thành viên. Một thời gian sau đó, các thành viên Hee Su và Eun B, người mẫu cho thương hiệu mỹ phẩm Moroccan Oil.
Vào ngày 12 tháng 7, Maka Maka đã đăng tải bài đăng đầu tiên của họ lên Instagram; hình ảnh teaser cho đĩa đơn đầu tiên của nhóm, "Burning Power". Vào ngày 30 tháng 7, nhóm đã mở kênh YouTube chính thức của mình và tải lên một đoạn teaser cho đĩa đơn đầu tay sắp tới của họ.
Vào ngày 4 tháng 8, Maka maka đã ra mắt với "Burning power"

## Thành viên
| Tên             | Vị trí                   | Năm hoạt động |
| --------------- | ------------------------ | ------------- |
| Hee Su (희수)   | Leader, Main Vocalist    | 2020–nay      |
| Di A (디아)     | Vocalist, Rapper         | 2020–nay      |
| Chae Won (채원) | Vocalist, Rapper         | 2020–nay      |
| Da Seul (다슬)  | Vocalist                 | 2020–nay      |
| Eun B (은비)    | Vocalist, Dancer, Maknae | 2020–nay      |

## Danh sách đĩa nhạc

### Đĩa đơn nhạc số
- "Burning Power" (2020)